# ET-KING LIVE TOUR 2009 〜老若男女灼熱謝恩ダンスホール〜
LIVE TOUR 2009～老若男女灼熱謝恩ダンスホール（ライブツアー2009～ろうにゃくなんにょしゃくねつしゃおんダンスホール
）は、日本のJ-POPグループであるET-KINGのメジャー3枚目のDVDでライブDVD。発売元はユニバーサルJ。

## 概要
2009年6月から行なわれた結成10周年記念ツアーから、7月12日の日比谷野外大音楽堂公演の模様を収録。
また、地元通天閣前で行われたファン感謝イベントでのライブや、ツアーで行われた“コント”を全バリエーション収録。

## 収録曲
1. 纏
2. NANIWA
3. ドーナッツ
4. ヤッターマンの歌
5. 鼓動
6. 愛しい人へ
7. ふたりの歌　Reggae Disco Rockers Remix
8. パーっと行こう！
9. 夏大盛り
10. 今
11. 君想う花
12. ギフト
13. 晴レルヤ
14. 陽あたり良好
15. 新恋愛
16. さよならまたな
17. (ボーナス映像)7月22日に地元通天閣前で行われたファン感謝イベントの模様
18. (ボーナス映像)ツアー全国各地で披露された“ミニ・コント・コーナー”を全ネタ披露